# Plain Truth (romanzo)
Plain Truth è un romanzo scritto da Jodi Picoult e pubblicato nel 1999.

## Trama
Il romanzo narra la storia una comunità Amish che viene scossa dal ritrovamento del cadavere di un bambino appena nato. La polizia locale inizia le indagini sulle circostanze della morte e del ritrovamento del feto, scoprendo che il bambino non era venuto alla luce morto. Ulteriori indagini, inoltre, attraverso il ritrovamento di fibre di tessuto ritrovate nella bocca e nella gola del bambino e di diverse ecchimosi, portano alla conclusione che la morte sia giunta per soffocamento.
Katie Fisher, ragazza nubile 18enne, viene accusata dell'infanticidio, sebbene la ragazza neghi di essere mai stata incinta. Il caso è affidato a Ellie Hathaway, esperto avvocato difensore e lontana parente di Katie, la quale accetta con riluttanza il caso. Come parte delle condizioni cauzionali dell'udienza pre-processuale, Ellie deve trasferirsi nella fattoria con Katie, permanenza che dura diversi mesi ai fini all’istruzione del caso.
Il medico legale riesce a dimostrare la nascita prematura dell’infante, suggerendo che la morte possa essere sopraggiunta per cause naturali attribuendo la possibile causa alla listeriosi. Durante il periodo di permanenza presso la fattoria Amish, Ellie inizia una relazione con il suo ex amante Coop, psicologo di parte legale incaricato di seguire terapeuticamente Katie. Per coincidenza, il giorno del processo, Ellie scopre di essere incinta di Coop. Il processo nel frattempo prosegue, portando Katie a scegliere la strada del patteggiamento e a una condanna a un anno di monitoraggio elettronico, che le consente di rimanere in fattoria.
A processo concluso, la madre di Katie, Sarah Fisher, consegna a Ellie le forbici usate per tagliare il cordone ombelicale, rivelando che sapeva che Katie fosse incinta ed era andata da lei la notte in cui aveva partorito all'insaputa di quest’ultima. Nonostante Ellie abbia l'obbligo etico come avvocato di fornire la prova appena acquisita alla polizia, sceglie di non farlo, cedendo alla richiesta di Sarah. Il romanzo termina con Coop che raccoglie Ellie dal caseificio Fisher per iniziare la loro vita insieme.

## Personaggi
- Katie Fisher: Protagonista; una ragazza Amish di 18 anni non sposata. Dopo aver dato alla luce un bambino l’infante verrà in seguito ritrovato morto, come principale sospettata viene accusata e arrestata per omicidio.
- Ellie Hathaway: Un avvocato di 39 anni. Ellie è lontanamente imparentata con Katie tramite la loro zia.
- Coop: ex fidanzato di Ellie, psichiatra e padre del nascituro di Ellie.
- Jacob Fisher: Fratello maggiore di Katie, è stato scomunicato dalla chiesa per aver continuato a frequentare la scuola venendo meno alle imposizioni della propria comunità e aver abbandonato i modi di vivere Amish.
- Aaron Fisher: il padre di Katie e proprietario del caseificio, è estremamente rigido e fondamentalista nelle sue opinioni sulla religione.
- Sarah Fisher: La madre di Katie, ama davvero i suoi figli e farebbe qualsiasi cosa per loro, anche se segue le rigido credenze di suo marito nel tentativo di non turbare la comunità.
- Adam Sinclair: Un amico di Jacob al college, si scopre che è il padre del bambino di Katie.
- Samuel Stoltzfus: Un ragazzo Amish che lavora per il padre di Katie, Aaron Fisher, è anche il fidanzato di Katie e sembra amarla.
- Leda: zia di Katie e sorella di Sarah Fisher che una volta fu scomunicata, ma ora funge da confidente dei Fisher (escluso Aaron Fisher).

## Critica
Publishers Weekly ha ricevuto una recensione contrastante del romanzo, dicendo: "raccontata dal punto di vista sia della terza persona onnisciente che della prima persona (di Ellie), la storia scorre tranquillamente attraverso i preparativi del processo, i cui risultati vengono ripetuti, noiosamente, in aula". Forse la quiete della storia è appropriata, dato il suo sfondo magnificamente dipinto e i personaggi distintivi, ma non si può fare a meno di desiderare che la scintilla che accende le pagine iniziali del libro si sia trasformata in un vero e proprio incendio.""
Kristina Lanier ha scritto una recensione più positiva per il Christian Science Monitor, dichiarando: "Picoult si pone un grande compito in 'Plain Truth', ma ce la fa, evitando il sentimentalismo e persino mantenendo la tensione culturale e le ipotesi da thriller" fino alla rivelazione nelle scene finali del libro. La forza di Picoult, tuttavia, sta nello scolpire personaggi solidi e una trama ponderata, ben studiata e ben ritmata."
Plain Truth è stato il Libro della Settimana nel numero dell'8 maggio 2000 di People Magazine. La recensione del libro, scritta da Jill Smolowe, afferma: "nonostante i cliché occasionali e una coda che sembra appiccicata artificialmente, il settimo romanzo di Picoult non perde mai la sua presa. La ricerca è convincente, la trama tesa, le scene meravigliosamente vivide. Molto impressionante , l'autore va oltre le uniformità di abbigliamento, costumi e condotta per dipingere una comunità unica, chiusa alla maggior parte degli americani, in tutta la sua complessità sociale e psicologica.

## Adattamenti
- Plain Truth - film del 2005 diretto da Paul Shapiro con Mariska Hargitay, Alison Pill e Jan Niklas.
 Il film è basato sul libro di Jodi Picoult, in cui un'adolescente Amish nasconde una gravidanza, partorisce in segreto e poi nega categoricamente tutto quando viene ritrovato il corpo del bambino, l'avvocato difensore urbano Ellie Harrison decide di difenderla.[6][7][8]